# Lega C 2018 (football americano)
La Lega C 2018 è la 13ª edizione del campionato svizzero di football americano di terzo livello, organizzato dalla SAFV. Al termine della stagione regolare le prime due squadre classificate giocheranno la finale di lega.

## Squadre partecipanti
| Club                | Città           | Stadio | Sponsor ufficiale | Risultato nella stagione 2017                            |
| ------------------- | --------------- | ------ | ----------------- | -------------------------------------------------------- |
| Fribourg Cardinals  | Friburgo        |        |                   | Terzo posto in Lega C (Girone West);Quarto posto in NSFL |
| Geneva Whoppers     | Plan-les-Ouates |        |                   | Finalisti Lega C;Settimo posto in NSFL                   |
| Morges Bandits      | Morges          |        |                   | Campioni NSFL                                            |
| Lugano Rebels       | Lugano          |        |                   | Secondo posto in Lega C (Girone Ost)                     |
| Lumberjacks Chur    | Coira           |        |                   | Quinto posto in Lega C (Girone Ost)                      |
| Midland Bouncers    | Zugo            |        |                   | Terzo posto in Lega C (Girone Ost)                       |
| Neuchâtel Knights   | Neuchâtel       |        |                   | Secondo posto in Lega C (Girone West)                    |
| Schaffhausen Sharks | Sciaffusa       |        |                   | Quarto posto in Lega C (Girone Ost)                      |
| SFU Phénix          | Bulle           |        |                   | Quinto posto in Lega C (Girone West)                     |

## Stagione regolare

### Calendario

#### 1ª giornata
| Sciaffusa 24 marzo 2018, ore 16:00 CEST | Schaffhausen Sharks | 8 – 13 | Morges Bandits |  |

| Neuchâtel 25 marzo 2018, ore 14:00 CEST | Neuchâtel Knights | 0 – 45 | Lugano Rebels | Terrain du Chanet |

#### 2ª giornata
| Zugo 7 aprile 2018, ore 17:00 CEST | Midland Bouncers | 34 – 13 | Neuchâtel Knights | Riedmatt |

| Friburgo 8 aprile 2018, ore 14:00 CEST | Fribourg Cardinals | 12 – 21 | Geneva Whoppers | Stade de Guintzet |

| Morges 8 aprile 2018, ore 14:00 CEST | Morges Bandits | 33 – 0 | Lumberjacks Chur | Parc des Sports |

| Bulle 8 aprile 2018, ore 14:00 CEST | SFU Phénix | 6 – 58 | Schaffhausen Sharks | Stade de Bouleyres |

#### 3ª giornata
| Domat/Ems 14 aprile 2018, ore 18:00 CEST | Lumberjacks Chur | 6 – 7 | Neuchâtel Knights | EMS Arena Vial |

| Plan-les-Ouates 15 aprile 2018, ore 14:00 CEST | Geneva Whoppers | 66 – 0 | SFU Phénix | Centre sportif des Cherpines |

| Morges 15 aprile 2018, ore 14:00 CEST | Morges Bandits | 20 – 0 | Fribourg Cardinals | Parc des Sports |

#### 4ª giornata
| Friburgo 22 aprile 2018, ore 14:00 CEST | Fribourg Cardinals | 50 – 6 | Lumberjacks Chur | Stade de Guintzet |

| Plan-les-Ouates 22 aprile 2018, ore 14:00 CEST | Geneva Whoppers | 39 – 27 | Morges Bandits | Centre sportif des Cherpines |

| Lugano 22 aprile 2018, ore 14:00 CEST | Lugano Rebels | 0 – 6 | Midland Bouncers | Stadio comunale di Cornaredo (campo sintetico) |

| Sciaffusa 22 aprile 2018, ore 14:00 CEST | Schaffhausen Sharks | 34 – 20 | Neuchâtel Knights |  |

#### 5ª giornata
| Domat/Ems 29 aprile 2018, ore 14:00 CEST | Lumberjacks Chur | 6 – 22 | Lugano Rebels | EMS Arena Vial |

| Neuchâtel 29 aprile 2018, ore 14:00 CEST | Neuchâtel Knights | 3 – 14 | Geneva Whoppers | Terrain du Chanet |

| Bulle 29 aprile 2018, ore 14:00 CEST | SFU Phénix | 12 – 41 | Midland Bouncers | Stade de Bouleyres |

#### 6ª giornata
| Zugo 5 maggio 2018, ore 17:00 CEST | Midland Bouncers | 41 – 6 | Lumberjacks Chur | Riedmatt |

| Plan-les-Ouates 6 maggio 2018, ore 14:00 CEST | Geneva Whoppers | 14 – 21 | Lugano Rebels | Centre sportif des Cherpines |

| Morges 6 maggio 2018, ore 14:00 CEST | Morges Bandits | 68 – 6 | SFU Phénix | Parc des Sports |

#### 7ª giornata
| Zugo 12 maggio 2018, ore 17:00 CEST | Midland Bouncers | 0 – 25 | Schaffhausen Sharks | Riedmatt |

| Neuchâtel 13 maggio 2018, ore 14:00 CEST | Neuchâtel Knights | 3 – 22 | Fribourg Cardinals | Terrain de Chanet |

#### 8ª giornata
| Sciaffusa 19 maggio 2018, ore 16:00 CEST | Schaffhausen Sharks | 43 – 7 | Lumberjacks Chur |  |

| Morges 20 maggio 2018, ore 14:00 CEST | Morges Bandits | 15 – 30 | Lugano Rebels | Parc des Sports |

| Bulle 20 maggio 2018, ore 14:00 CEST | SFU Phénix | 6 – 44 | Fribourg Cardinals | Stade de Bouleyres |

#### 9ª giornata
| Friburgo 27 maggio 2018, ore 14:00 CEST | Fribourg Cardinals | 21 – 30 | Midland Bouncers | Stade de Guintzet |

| Lugano 27 maggio 2018, ore 14:00 CEST | Lugano Rebels | 6 – 14 | Schaffhausen Sharks | Stadio comunale di Cornaredo (campo sintetico) |

| Bulle 27 maggio 2018, ore 14:00 CEST | SFU Phénix | 0 – 54 | Neuchâtel Knights | Stade de Bouleyres |

#### 10ª giornata
| Zugo 2 giugno 2018, ore 17:00 CEST | Midland Bouncers | 12 – 19 | Morges Bandits | Riedmatt |

| Domat/Ems 3 giugno 2018, ore 14:00 CEST | Lumberjacks Chur | 6 – 52 | Geneva Whoppers | EMS-Arena Vial |

| Friburgo 3 giugno 2018, ore 14:00 CEST | Fribourg Cardinals | 41 – 27 | Schaffhausen Sharks | Stade de Guintzet |

| Lugano 3 giugno 2018, ore 14:00 CEST | Lugano Rebels | 50 – 0 (a tavolino) | SFU Phénix | Stadio comunale di Cornaredo (campo sintetico) |

#### 11ª giornata
| Sciaffusa 9 giugno 2018, ore 16:00 CEST | Schaffhausen Sharks | 10 – 39 | Geneva Whoppers |  |

| Lugano 10 giugno 2018, ore 14:00 CEST | Lugano Rebels | 34 – 6 | Fribourg Cardinals | Stadio comunale di Cornaredo (campo sintetico) |

#### 12ª giornata
| Domat/Ems 16 giugno 2018, ore 18:00 CEST | Lumberjacks Chur | 54 – 3 | SFU Phénix | EMS-Arena Vial |

| Plan-les-Ouates 17 giugno 2018, ore 14:00 CEST | Geneva Whoppers | 49 – 0 | Midland Bouncers | Centre sportif des Cherpines |

| Neuchâtel 17 giugno 2018, ore 14:00 CEST | Neuchâtel Knights | 6 – 42 | Morges Bandits | Terrain de Chanet |

### Classifica
La classifica della regular season è la seguente:
- PCT = percentuale di vittorie, G = partite giocate, V = partite vinte, P = partite perse, PF = punti fatti, PS = punti subiti

| Pos. | Squadra             | PCT  | G | V | P | PF  | PS  |
| ---- | ------------------- | ---- | - | - | - | --- | --- |
| 1    | Geneva Whoppers     | .875 | 8 | 7 | 1 | 294 | 79  |
| 2    | Lugano Rebels       | .750 | 8 | 6 | 2 | 216 | 53  |
| 3    | Morges Bandits      | .750 | 8 | 6 | 2 | 237 | 101 |
| 4    | Schaffhausen Sharks | .625 | 8 | 5 | 3 | 219 | 132 |
| 5    | Midland Bouncers    | .625 | 8 | 5 | 3 | 164 | 145 |
| 6    | Fribourg Cardinals  | .500 | 8 | 4 | 4 | 196 | 147 |
| 7    | Neuchâtel Knights   | .250 | 8 | 2 | 6 | 106 | 197 |
| 8    | Lumberjacks Chur    | .125 | 8 | 1 | 7 | 91  | 251 |
| 9    | SFU Phénix          | .000 | 8 | 0 | 8 | 33  | 435 |

## Playoff

### Finale
| 23 giugno 2018, ore 18:00 | Geneva Whoppers | 7 – 0 | Lugano Rebels |  |

## Verdetti
- Geneva Whoppers promossi in Lega B 2019